# 367 v. Chr.
Portal Geschichte | Portal Biografien | Aktuelle Ereignisse | Jahreskalender | Tagesartikel

◄ |
5. Jahrhundert v. Chr. |
4. Jahrhundert v. Chr. |
3. Jahrhundert v. Chr. |
►

◄ | 380er v. Chr. | 370er v. Chr. | 360er v. Chr. | 350er v. Chr. |
340er v. Chr. |
►

◄◄ | ◄ | 370 v. Chr. | 369 v. Chr. | 368 v. Chr. | 367 v. Chr. |
366 v. Chr. |
365 v. Chr. |
364 v. Chr. |
► |
►►

## Ereignisse

### Politik und Weltgeschehen

#### Westliches Mittelmeer
- Aulus Cornelius Cossus, Marcus Geganius Macerinus, Lucius Veturius Crassus Cicurinus, Marcus Cornelius Maluginensis, Publius Manlius Capitolinus und Publius Valerius Potitus Poplicola werden römische Militärtribunen.
- Die römischen Volkstribunen Gaius Licinius Stolo und Lucius Sextius Lateranus bringen eine Gesetzesvorlage ein, die als Leges Liciniae Sextiae bekannt ist. Nach ihr soll der Staat geführt werden von zwei Konsuln – von denen einer Patrizier war und einer Plebejer sein konnte – einem Prätor für die Rechtsprechung und zwei Ädilen. Dadurch wird ein Ende des Ständekonflikts in Rom erreicht.
- Dionysios II. folgt seinem Vater Dionysios I. auf den Thron von Syrakus.

#### Östliches Mittelmeer
- Ein thebanisches Heer unter Epaminondas marschiert auf Pherai zu und erzwingt die Freilassung des im Vorjahr gefangen genommenen thebanischen Feldherrn Pelopidas, der die Thessalier im Kampf gegen Alexander von Pherai unterstützen sollte.
- Pelopidas geht als thebanischer Gesandter an den Hof des persischen Großkönigs und erreicht, dass Theben als dominierende Ordnungsmacht in Griechenland anerkannt wird. Seine Versuche, einen durch Persien garantierten Allgemeinen Frieden herzustellen, scheitern jedoch.

### Kultur und Gesellschaft
- Der 17-jährige Aristoteles kommt erstmals nach Athen und tritt in die Platonische Akademie ein, in der er bis 347 v. Chr. bleiben wird. In dieser Zeit verfasst er unter anderem die Schriftensammlung Organon.

## Geboren
- 367/366 v. Chr.: Ptolemaios I., makedonischer General und Pharao von Ägypten († 283/282 v. Chr.)

## Gestorben
- Antalkidas, spartanischer Staatsmann
- Dionysios I. von Syrakus, Tyrann von Syrakus (* um 430 v. Chr.)